# Krone der norwegischen Königin

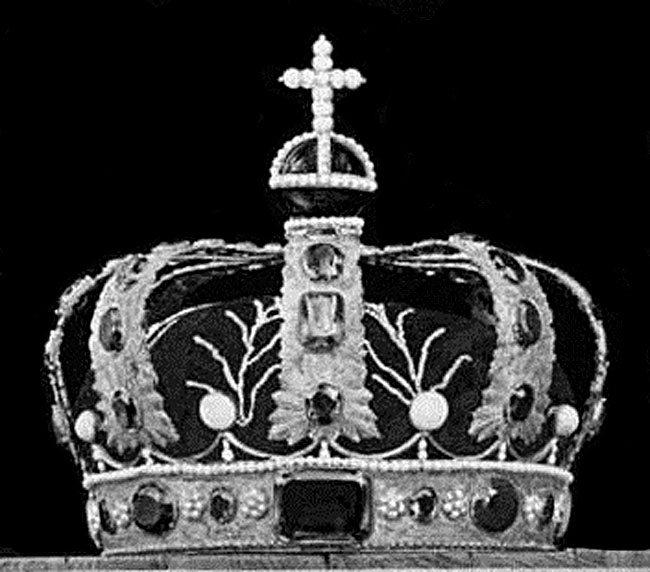
Krone der norwegischen Königin (Fotografie von 1881)

Die Krone der norwegischen Königinnen wurde 1830 für eine Krönung von Königin Desideria gefertigt und einige ihrer Nachfolgerinnen damit gekrönt. Sie gehört zu den norwegischen Kronjuwelen und ist im Erzbischöflichen Palast in Trondheim ausgestellt.

## Beschreibung
Die Krone ist eine Bügelkrone mit acht Bügeln, besteht aus Gold und ist mit Edelsteinen, Perlen und Email besetzt. Sie wiegt 534 Gramm.
Der Reif der Krone trägt am oberen Rand eine Reihe kleiner Perlen, am unteren eine Reihe aus goldenen Kügelchen. Auf der Vorderseite sitzt ein großer kissenförmiger Amethyst. Drei weitere Amethyste, drei Topase und zwei Chrysoprase in goldenen Fassungen sind auf dem Reif an den Stellen montiert, auf denen die Bügel aufsitzen. Sie wechseln sich mit acht kleineren Amethysten ab. In den Räumen zwischen den Steinen sitzen sechzehn Perlenrosetten aus je sieben kleinen Perlen. Um die Steine und Rosetten ist Blattwerk graviert. Auf dem Reif liegt ein goldenes Wellenband mit acht kleinen und acht großen Spitzen, wobei erstere in großen Perlen enden, letztere in je drei großen goldenen Blättern, die einen Edelstein fassen. Aus ihnen erheben sich die Bügel.
Die Bügel sind mit filigranem Muster graviert und mit sechs nach oben kleiner werdenden Amethysten und Topasen besetzt. Die Bügel dellen sich zum Scheitel leicht ein und laufen in kleinen zylinderförmigen Rollen aus. Darauf sitzt ein Reif aus kleinen Perlen auf, der einen blau emaillierten Globus trägt. Dieser ist am „Äquator“ und auf der oberen Hälfte der Hauptachse mit Perlenreihen verziert. Das auf dem Globus stehende Kreuz bilden zehn Perlen.
Die Kronenhaube besteht aus rotem Samt und ist mit acht zweigartigen Ranken, aus Perlen bestickt, die in den Leerräumen zwischen den Bügeln erscheinen, hinter den kleinen Spitzen des Wellenbandes auf dem Kronreif beginnen und zur Mitte laufen.

## Geschichte

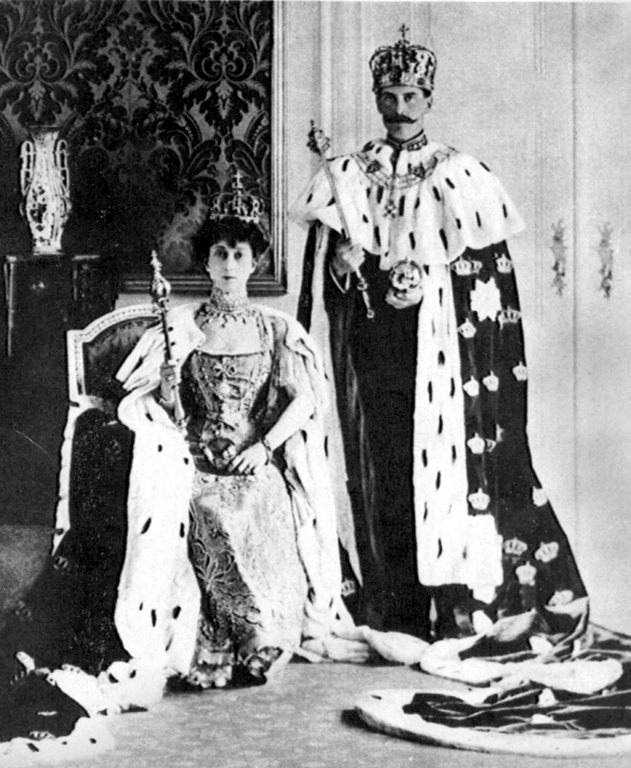
Königin Maud mit der norwegischen Krone

Die Krone wurde für die Gattin Karl III. Johann von dem schwedischen Goldschmied Erik Lundberg hergestellt. Karl III. Johann war in Personalunion zugleich König von Schweden und residierte überwiegend in Stockholm. Zum Zeitpunkt seiner eigenen Krönung zum norwegischen König 1818 lebte Königin Desideria im Ausland. Als ihre Krönung zur norwegischen Königin später nachgeholt werden sollte, scheiterte das daran, dass sie römisch-katholisch war. Sie hat die Krone also nie getragen. Auch bei ihrer Nachfolgerin, Königin Josephine, ergab sich das gleiche Problem, was sogar dazu führte, dass auch ihr Mann, König Oskar I., auf die norwegische Krönung verzichtete. So wurde die Krone 1860 zum ersten Mal zur Krönung von Königin Luise und dann erneut bei den Krönungen von Königin Sophia 1873 und von Königin Maud 1906 eingesetzt.
1908 wurde die norwegische Verfassung geändert und die Vorschrift über die Krönung abgeschafft, was zugleich als Abschaffung der Krönung selbst verstanden wurde. Bei den folgenden Thronwechseln fanden stattdessen Segnungsgottesdienste im Nidarosdom statt. Während des Segnungsgottesdienstes für König Harald V. und Königin Sonja im Nidarosdom in Trondheim lag die Krone auf dem Hochaltar.
Die Krone ist seit dem 22. Juni 2006, dem 100 Jahrestag der Krönung von König Haakon VII. und Königin Maud, zusammen mit den übrigen Regalien im Erzbischöflichen Palast in Trondheim dauerhaft ausgestellt. Zuvor wurde sie im Tresor der Außenstelle Trondheim der Norges Bank aufbewahrt.